# Eclissi solare dell'11 aprile 2070
L'Eclissi solare dell'11 aprile 2070, di tipo totale, è un evento astronomico che avrà luogo il suddetto giorno con centralità attorno alle ore 02:36 UTC.
L'eclissi avrà un'ampiezza massima di 168 chilometri e una durata di 4 minuto e 4 secondi, sarà visibile nei paesi: Sri Lanka, Myanmar, Thailandia, Cambogia, Laos, Vietnam, Paracel e Filippine, raggiungendo Il punto di massima totalità in mare a sud del Giappone.

## Eclissi correlate

### Eclissi solari 2069 - 2072
Questa eclissi è un membro di una serie semestrale. Un'eclissi in una serie semestrale di eclissi solari si ripete approssimativamente ogni 177 giorni e 4 ore (un semestre) in nodi alternati dell'orbita della Luna.

### Ciclo di Saros 130
Questa eclissi fa parte del ciclo di Saros 130, che si ripete ogni 18 anni, 11 giorni, contenente 73 eventi. La serie è iniziata con un'eclissi solare parziale il 20 agosto 1096. Contiene eclissi totali dal 5 aprile 1475 al 18 luglio 2232. Non ci sono eclissi anulari nella serie. La serie termina al membro 73 con un un'eclissi parziale il 25 ottobre 2394. La durata più lunga della totalità è stata di 6 minuti e 41 secondi l'11 luglio 1619. Tutte le eclissi di questa serie si verificano nel nodo discendente della Luna.